# Georg von Wildenstein
Georg von Wildenstein († 31. März 1379) war in der Zeit von 1360 bis 1379 Abt des Klosters St. Gallen.
Georg von Wildenstein stammte aus dem Fürstenbergischen und erscheint in den Schriftquellen des Klosters St. Gallen erstmals im Jahre 1347 als Propst von Ebringen, dann 1351 als Kämmerer und seit 1357 als Werkdekan. Obwohl sich die päpstliche Kurie 1333 die Besetzung der Abtei ausdrücklich vorbehalten hatte, nahmen die Konventualen nach dem Tod Abt Hermanns von Bonstetten unverzüglich selbst die Wahl vor und bestimmten Georg zum Abt. Erst einige Zeit danach, am 16. Oktober 1360, wurde er auf Empfehlung Kaiser Karls IV. hin von Papst Innozenz VI. bestätigt.
Während der Amtszeit Georgs von Wildenstein traten die Unabhängigkeitsbestrebungen der Untertanenstände des Klosters, namentlich der Städte St. Gallen, Wil und Wangen und der Genossenschaften Appenzell und Hundwil immer stärker zutage: So verweigerte ihm die Bürgerschaft der Stadt St. Gallen die Huldigung und forderte vom Abt das Zugeständnis weiterer Rechte betreffend das Bürgermeisteramt, die freie Ratswahl und die Bürgeraufnahme. Um ihren Forderungen Nachdruck zu verleihen, verbündete sich die Stadt 1362 mit Konstanz, Zürich und diversen Bodenseestädten sowie mit den Grafen von Werdenberg, während der Abt mit den Grafen von Montfort einen Bund schloss. Erst unter dem Eindruck der Niederlage eines Bundes schwäbischer Reichsstädte gegen den Grafen Eberhard II. von Württemberg bei Altheim im Jahre 1372 kam zwischen Stadt und Abt von St. Gallen 1373 ein Vergleich zustande, in dem sich der Standpunkt des Letzteren durchsetzte. Auch die Auseinandersetzungen mit Hundwil und Appenzell vermochte Abt Georg durch einen Vergleich im Jahre 1367 zu seinen Gunsten zu entscheiden.
Abt Georg gelang es, Haushalt und Besitzstand des Klosters einigermassen in Ordnung zu bringen: In den überlieferten Schriftquellen aus seiner Amtszeit stehen nur einer Verpfändung über ein Dutzend Auslösungen versetzter Güter gegenüber, zudem erwarb er neu die Reichsvogtei über Gossau und die Vogtei über Romanshorn.
Alters- und krankheitshalber bestellte Abt Georg 1375 im Einverständnis mit seinen Konventualen Kuno von Stoffeln zum Pfleger des Klosters, der nach dem Tod Georgs 1379 dessen Amtsnachfolger werden sollte.